# Jacob Norenberg
Jacob Lorentz Norenberg (Bærum, 8 de junio de 1979) es un deportista noruego que compitió en piragüismo en la modalidad de aguas tranquilas. Ganó una medalla de bronce en el Campeonato Mundial de Piragüismo de 2005, en la prueba de K4 200 m, y dos medallas en el Campeonato Europeo de Piragüismo: oro en 2009 y plata en 2004.

## Palmarés internacional
| Campeonato Mundial | Campeonato Mundial     | Campeonato Mundial | Campeonato Mundial |
| Año                | Lugar                  | Medalla            | Competición        |
| ------------------ | ---------------------- | ------------------ | ------------------ |
| 2005               | Zagreb (Croacia)       | Medalla de bronce  | K2 1000 m          |
| Campeonato Europeo |                        |                    |                    |
| 2004               | Poznań (Polonia)       | Medalla de plata   | K4 1000 m          |
| 2009               | Brandeburgo (Alemania) | Medalla de oro     | K2 1000 m          |